# Dauphin de l'Irrawaddy
Orcaella brevirostris
Espèce
Répartition géographique
Statut de conservation UICN

 EN A2cd+3cd+4cd : En danger
Statut CITES
Le dauphin de l'Irrawaddy ou orcelle de l'Irrawaddy (Orcaella brevirostris) se trouve près des côtes et dans les estuaires de l'Asie du Sud-Est.

## Taxinomie

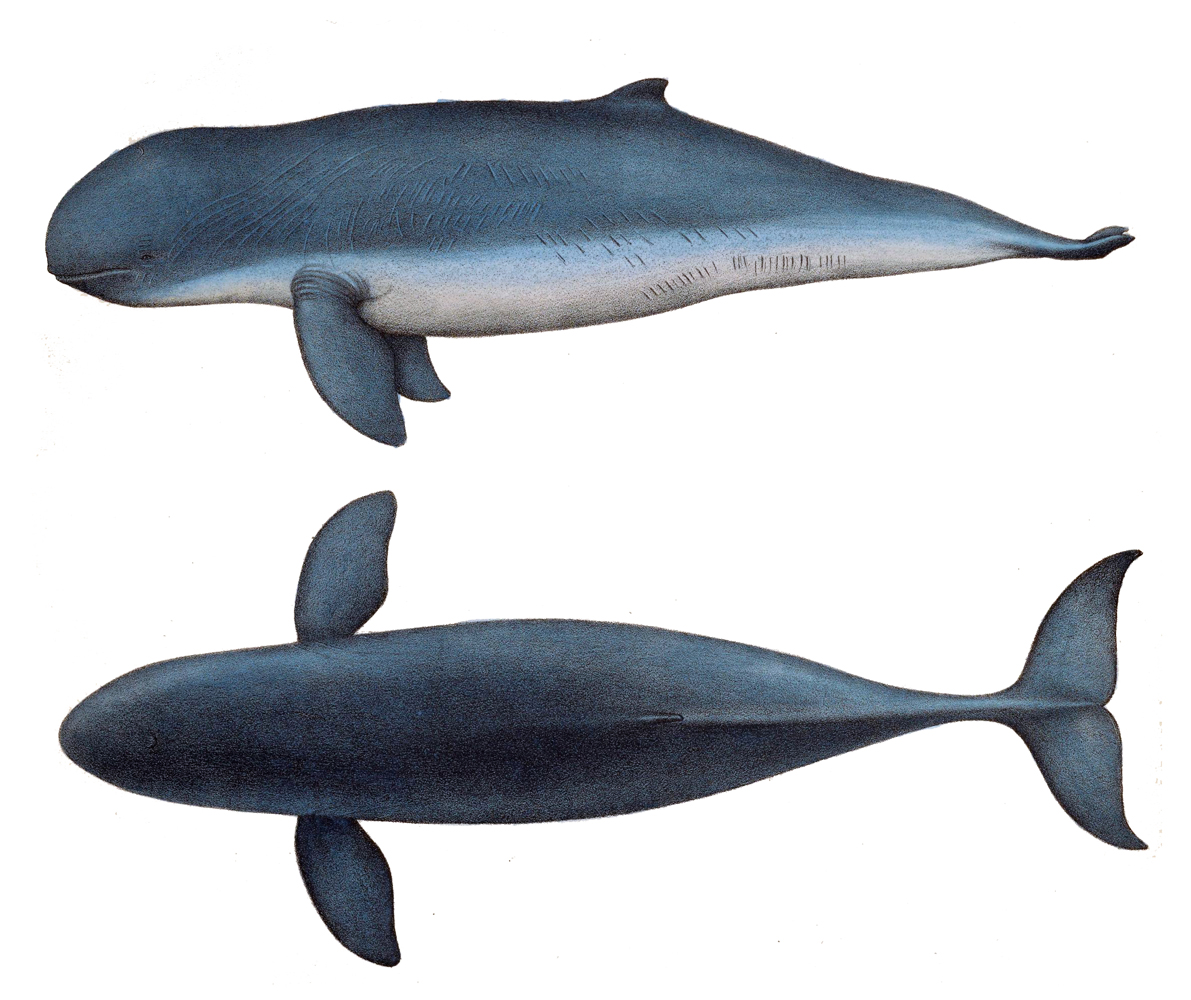
Orcacella brevirostris illustré par Philibert Charles Berjeau en 1878

Le dauphin de l'Irrawaddy ou grand dauphin a été identifié par Owen en 1866 et fut longtemps admise seule espèce dans son genre. Des études récentes ont conclu à la distinction de deux espèces, entre le dauphin de l'Irrawaddy et le dauphin à aileron retroussé d'Australie. Il est similaire au béluga en apparence. 

Génétiquement, il est proche de l'orque. Son nom d'espèce brevirostris vient du latin brevis signifiant court. Son nom vernaculaire vient du fleuve Irrawaddy en Birmanie.

## Description physique

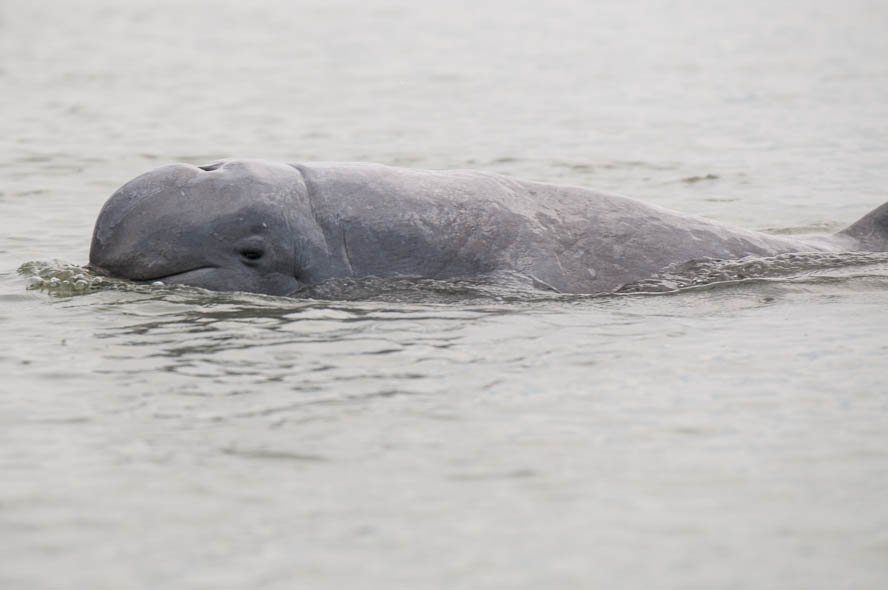
Dauphin de l'Irrawaddy dans le Mékong au Cambodge

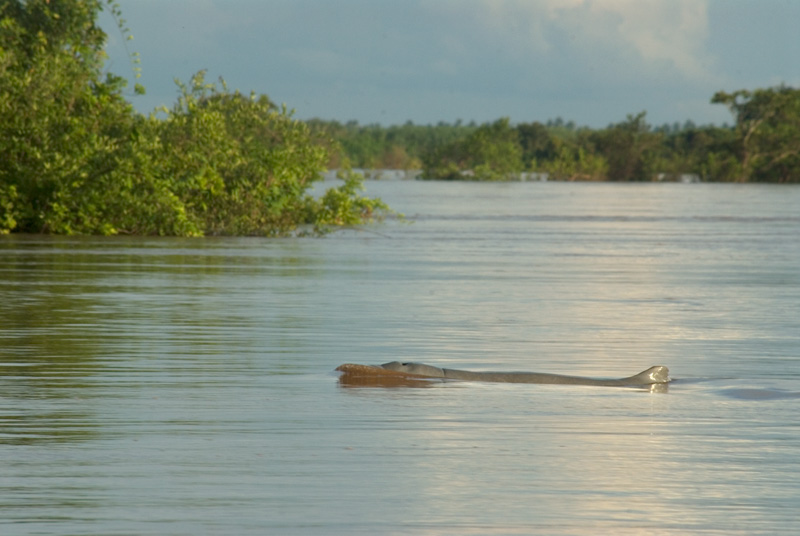
Dauphin de l'Irrawaddy

Le dauphin de l'Irrawaddy mesure environ 1 m à la naissance et 2,3 m adulte. Son poids à la naissance est d'environ 10 kg pour atteindre ensuite 130 kg.
Il est d'une couleur claire légèrement plus blanche sur la partie inférieure. Il apparaît plus blanchâtre lorsqu'il est vu sur le fond d'une rivière boueuse.
Sa durée de vie est d'environ 30 ans.
Cette espèce a un large melon et une tête ronde et émoussée. Son rostre n'apparaît pas séparé du corps. La nageoire dorsale est courte, peu pointue et triangulaire. Les nageoires des côtés sont longues et larges. 
Le dauphin de l'Irrawaddy est un nageur lent qui se déplace en petit groupe de 2 ou 3, rarement jusqu'à 15. Il fait surface en roulant et ne soulève sa queue que pour une plongée profonde. Il fait des jets d'eau avec sa bouche lorsqu'il saute dans l'air. Les dauphins apprivoisés le font sur demande.

## Population et répartition

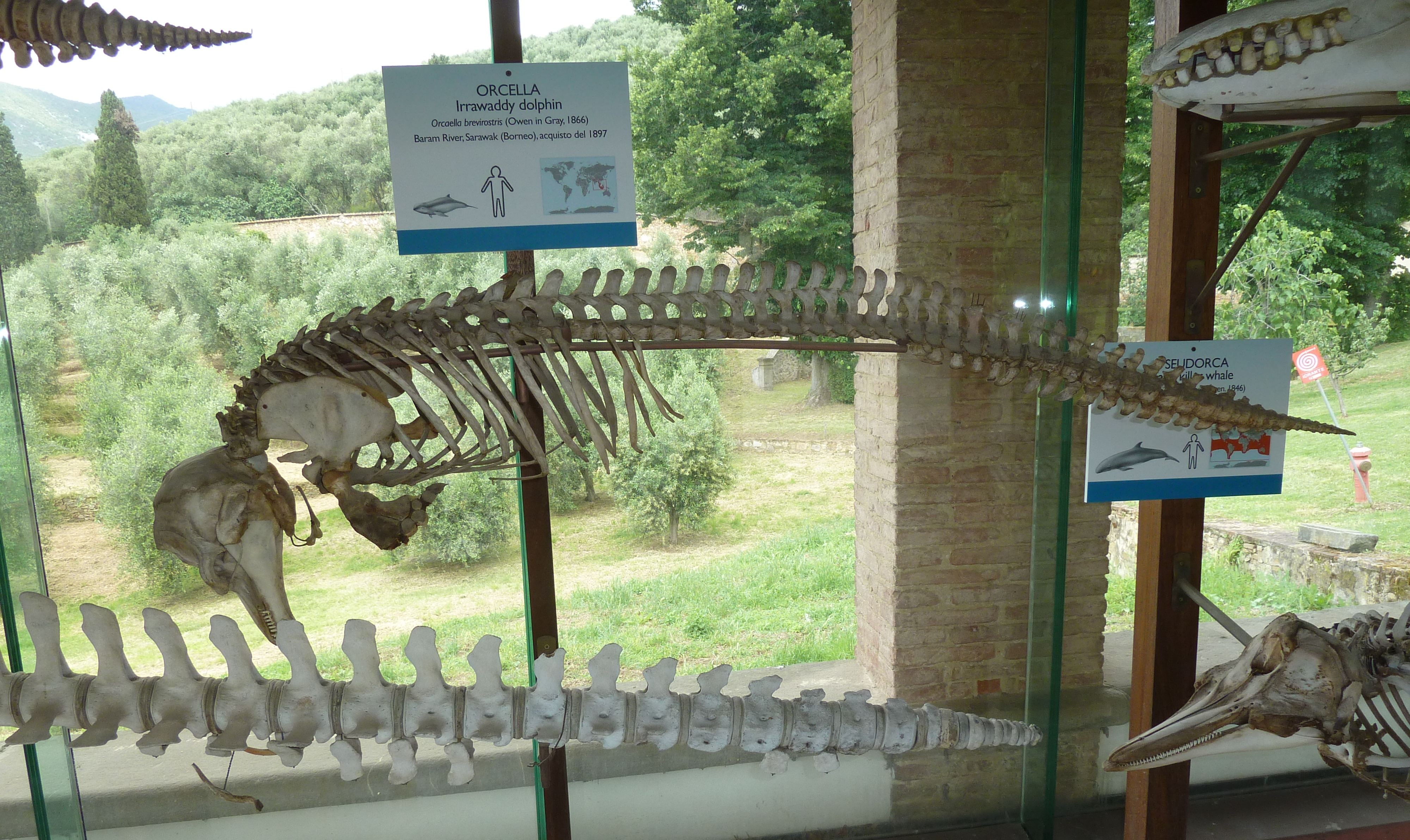
Squelette provenant du fleuve Baram de l'île de Bornéo, acquis en 1897 et exposé au Musée d'histoire naturelle de l'Université de Pise, Italie

Bien qu'il circule dans les grands fleuves comme l'Irrawaddy et le Mékong, c'est un dauphin océanique. Il nage en groupe d'au plus 15 individus.
Les dauphins de l'Irrawaddy du fleuve Mékong sont inscrits par l'UICN sur la liste des espèces en danger.
Le dauphin de l'Irrawaddy est menacé d'extinction.
En 2017, il a totalement disparu du Laos ; on suppose qu'il en survit quelques dizaines dans l'Irrawaddy en Birmanie et dans le Mahakam en Indonésie ; on en compte 90 dans le Mékong au Cambodge en janvier 2023 , ; En Thaïlande, on pense qu'il en reste un peu plus de 200 dans le golfe de Thaïlande près de Trat ; on en compte seulement 17 dans le lac Songkhla en 2025 ; et en cinq ans, de 2019 à 2024, la population de dauphins de l’Irrawaddy dans l’estuaire de la rivière Bang Pakong, dans la province de Chachoengsao, a chuté de 300 à 178 individus. 

## Alimentation
Ce dauphin se nourrit de petits poissons, calamars, poulpes et crevettes.

## Reproduction
On pense que la gestation dure quatorze mois. Un seul petit d'un mètre de long et d'environ 10 kg naît. Le petit est sevré à 2 ans mais il se nourrit normalement dès 6 mois.

## Interaction avec les humains
L'UICN (23 janvier 2023) classe l'espèce en catégorie EN (en danger) dans la liste rouge des espèces menacées depuis 2017. Le dauphin de l'Irrawaddy a vu sa population décliner de plus de 50 % en 60 ans.
Les menaces les plus directes sont principalement les pollutions, en particulier par les pesticides et le mercure ; la domestication des fleuves et la fragmentation de leur habitat ; et parfois la chasse pour leur huile. Ils peuvent aussi être étranglés par les filets de pêche.  
Dans certaines régions comme en Birmanie, au Vietnam ou à Bornéo, le dauphin de l'Irrawaddy rabat les poissons dans les filets des pêcheurs qui le récompensent et le considèrent comme un être sacré ; dans d'autres régions, il est considéré comme un être nuisible à la pêche. 
Des orcelles sont présentes dans de nombreux delphinariums d'Asie et d'Océanie  : leur entretien est aisé car ils peuvent vivre en eau douce. Cependant, leur capture est devenue marginale.